# Therlinya angusta
Therlinya angusta är en spindelart som beskrevs av Gray och Smith 2002. Therlinya angusta ingår i släktet Therlinya och familjen Stiphidiidae.
Artens utbredningsområde är Queensland. Inga underarter finns listade i Catalogue of Life.